# 圖爾錢斯凱特普利采

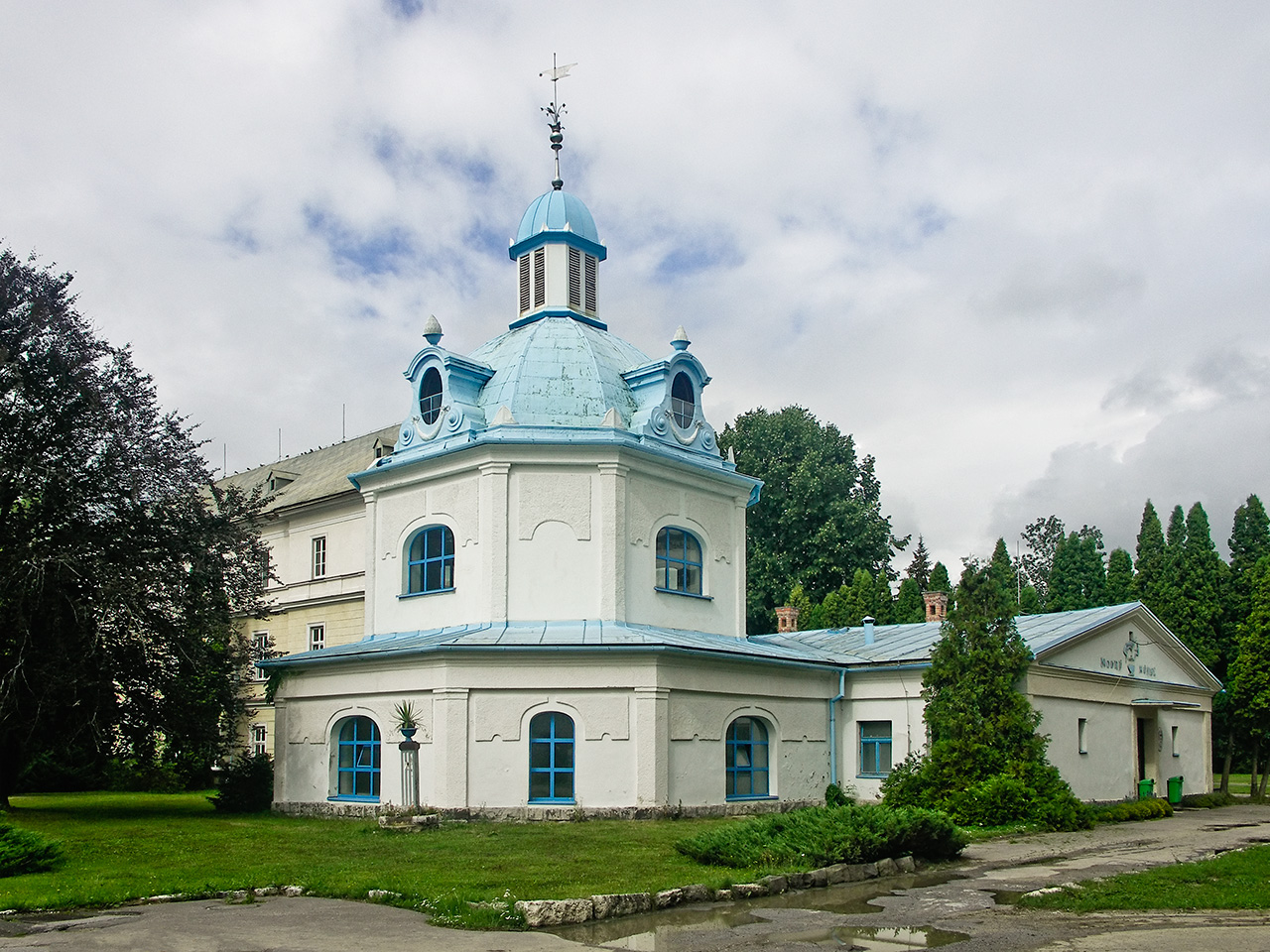

圖爾錢斯凱特普利采是斯洛伐克的城鎮，位於該國中部，由日利納州負責管轄，面積33.48平方公里，海拔高度495米，該地區自史前時代有人類居住，2005年人口6,941。

## 友好城市
- 捷克霍萊紹夫
- 捷克哈维若夫
- 波蘭斯卡維納
- 波蘭維斯瓦
- 塞爾維亞阿蘭傑洛瓦茨

## 外部連結
- Town website （页面存档备份，存于）
- Spa website （页面存档备份，存于）